# Cleome droserifolia
Cleome droserifolia är en paradisblomsterväxtart som först beskrevs av Peter Forsskål, och fick sitt nu gällande namn av Del.. Cleome droserifolia ingår i släktet paradisblomstersläktet, och familjen paradisblomsterväxter. Inga underarter finns listade i Catalogue of Life.